# William Barlow
William Barlow (Islington, 8 de agosto de 1845 — Stanmore, 28 de fevereiro de 1934) foi um geólogo amador inglês.
Sua especialidade foi cristalografia.
Seu pai enriqueceu especulando na construção de casas, possibilitando que William frequentasse escola particular. Após falecer em 1875, William e seu irmão herdaram sua fortuna, permitindo-o dedicar-se ao seu interesse em cristalografia sem a necessidade de trabalhar para sobreviver.
Williem examinou as formas de estrutura cristalina, e deduziu que existiam somente 230 diferentes formas de simetria cristalina, conhecidas como grupos espaciais. Infelizmente seus resultados foram publicados em 1894, após terem sido anunciados independentemente por Evgraf Fedorov e Arthur Moritz Schoenflies, embora sua abordagem tenha mostrado novidades. Seus modelos estruturais de compostos simples, tais como NaCl e CsCl foram confirmados posteriormente mediante cristalografia de raios X.
Foi presidente da Sociedade de Mineralogia Inglesa, de 1915 a 1918.
Participou da 2ª Conferência de Solvay, em 1913, que teve como tema principal "A Estrutura da Matéria".

## Condecorações
- Fellow of the Royal Society, 1908
- A escarpa Dorsa Barlow em um dos mares lunares recebe seu nome.